# Vängänniemi
Vängänniemi är en ö i Finland.   Den ligger i den ekonomiska regionen  Kehys-Kainuu  och landskapet Kajanaland, i den centrala delen av landet, 600 km nordost om huvudstaden Helsingfors.